# Vista (Missouri)
Vista – wieś w Stanach Zjednoczonych, w stanie Missouri, w hrabstwie St. Clair.